# Xã Williams, Quận Stone, Missouri
Xã Williams (tiếng Anh: Williams Township) là một xã thuộc quận Stone, tiểu bang Missouri, Hoa Kỳ. Năm 2010, dân số của xã này là 1.207 người.